# Calendario del más Antiguo Galván
El Calendario del más Antiguo Galván o Calendario Galván es un almanaque editado en México desde 1827 en la Antigua Imprenta Murguía de la Ciudad de México y debe su nombre a su primer editor, Mariano Galván Rivera.
Su formato es el de un almanaque, que sumado a la cuenta de los días con diversos calendarios correlacionados con el gregoriano, integra un santoral católico, previsiones meteorológicas, fenómenos astronómicos como eclipses y fases lunares, cálculo de la Semana Santa, efemérides, festividades cívicas y religiosas y oraciones católicas. Su distribución fue de alcance nacional, debido a su uso asociado a la agricultura o nacimientos.

## Historia
El Calendario del más Antiguo Galván pertenece a publicaciones que tuvieron una mayor popularidad al conseguir México su Independencia, en 1821, que además de incluir computos calendáricos anuales, incluía predicciones meteorológicas no científicas, santorales y estadísticas varias. Durante el Virreinato de la Nueva España, la impresión de estos calendarios estuvo cedida en exclusivo al impresor y científico Felipe Zúñiga y Ontiveros y fue de acceso mayoritariamente a clases privilegiadas por su costo.
Los avances tecnológicos de la impresión así como una creciente libertad editorial permitieron el nacimiento de muchos calendarios con diferentes conceptos, asequibles para la compra y de formato adecuado para el bolsillo, en ediciones rústicas. Dichas publicaciones fueron muy populares como fuente de información en todos los estratos sociales del México del siglo XIX y XX. Este tipo de publicaciones eran distribuidos por una amplia red de vendedores que los llevaban hacia el interior de México y los vendían en tiendas, plazas y ferias. Algunos calendarios populares además del Galván fueron el Calendario y pronóstico del Pensador Mexicano editado por José Joaquín Fernández de Lizardi o el Calendario de Abraham López.
De entre esta multiplicidad de publicaciones el de Galván logró perdurar y permanecer como un producto popular que, incluso, fue materia de imitaciones en formato y nombre, como fue el caso del Calendario del Más Moderno Marciano Galván.
En 1911 el calendario tenía una tirada de 100 mil ejemplares.

## Usos sociales
El calendario está asociado tradicionalmente al uso agrícola, debido a la práctica campesina en México de velar los ciclos de siembra y cosecha con las fases lunares. También se tiene registro de su uso para la tradición del corte de pelo en las mujeres, asociado a las fases lunares y para el hallazgo de nombre para las personas.